# Џон Закари Јанг
Џон Закари Јанг FRS (18. март 1907 – 4. јул 1997), опште познат као „JZ“ или „JZY“, био је енглески зоолог и неурофизиолог, описан као „један од најутицајнијих биолога 20. века“.

## Биографија
Јанг је ишао у школу на Марлборо колеџу. Године 1928. добио је диплому прве класе из зоологије на Магдален колеџу у Оксфорду. Јанг је 12. октобра 1942. говорио у Сократовом клубу у Оксфорду на тему „Сврха и дизајн у природи“ као део серије разговора и дебата које је водио Ц. С. Луис. Изабран је за члана Краљевског друштва 1945. и служио је као професор анатомије на Универзитетском колеџу у Лондону од тада до 1974. Следеће године је постао професор емеритус и предложио студијски програм из хуманистичких наука.
Међу његовим одличјима су Линеанска медаља за зоологију од Линеовског друштва из Лондона, додељена 1973. године. Добио је почасни степен (доктора наука) на Универзитету у Бату 1974. године. Председавајући катедре за анатомију на Универзитетском колеџу у Лондону назван је катедром Ј. З. Јанг у његову част. Јанг је дуги низ година провео летњу експериментишућу сезону у Напуљу. Године 1991. град му је доделио почасно држављанство, а председник истраживачке заједнице доделио му је златну медаљу. Те године је такође био позван од Италијанског друштва за експерименталну биологију да одржи предавање поводом годишњице, као најстарији живи члан друштва; за ово предавање Јанг је одабрао исту тему о којој је говорио 63 године раније, 1928.
Године 1981. Јанг је постао један од оснивача Светског културног савета.
Јанг је био пријатељ Мошеа Фелденкрајса. Његов рад је користио Моше Фелденкрајс у креирању лекција о свести кроз покрет.

## Научни рад
Током Другог светског рата, реагујући на велики број нервних повреда које су војници задобили у борби и ослањајући се на његов рад у компаративној анатомији и поновном расту оштећених нерава код лигњи и хоботница, Јанг је основао јединицу на Универзитету у Оксфорду за проучавање нерава, регенерација код сисара. Његов тим је истраживао биохемијске услове који контролишу раст нервних влакана и такође је тражио начине да убрза поправку периферних нерава прекинутих повредом. Радећи са Питером Медаваром, Јанг је пронашао начин да поново споји мале периферне нерве користећи "лепак" плазме. Ова метода је на крају модификована и коришћена у хирургији.
После Другог светског рата, Јангова истраживачка интересовања окренула су се истраживању централног нервног система и функција мозга. Разговарао је и дописивао се са математичарем Аланом Тјурингом о можданим ћелијама, памћењу, препознавању образаца и ембриологији, од 1949. године.

## Публикације
- The Life of Vertebrates. 1st ed 767pp. 1950 (corrected 1952 repr); 2nd ed 820pp. 1962; 3rd ed 645pp. 1981
- Doubt and Certainty in Science, 1950 BBC Reith Lectures.
- Doubt and Certainty in Science, 1951
- The Life of Mammals. 1st ed 820pp. 1957; 2nd ed 528pp. 1975
- Taxonomy of the vertebrates
- A Model of the Brain, 1964
- The Memory System of the Brain, 1966
- An Introduction to the Study of Man, 1971
- The Anatomy of the Nervous System of Octopus vulgaris, 1971
- Programs of the Brain, 1978 (1975–77 Gifford Lectures, online)
- Philosophy and the Brain, 1987
- Многи научни радови, углавном о нервном систему.
- The Brains and Lives of Cephalopods, by Marion Nixon and the late John Z. Young, 2003, Reprinted 2011